# Stora Roms naturreservat
Stora Rom är ett naturreservat i Karlskrona kommun i Blekinge län.
Reservatet är skyddat sedan 2001 och omfattar 20 hektar. Det är beläget vid havet på Torhamnslandet i östra Blekinge.

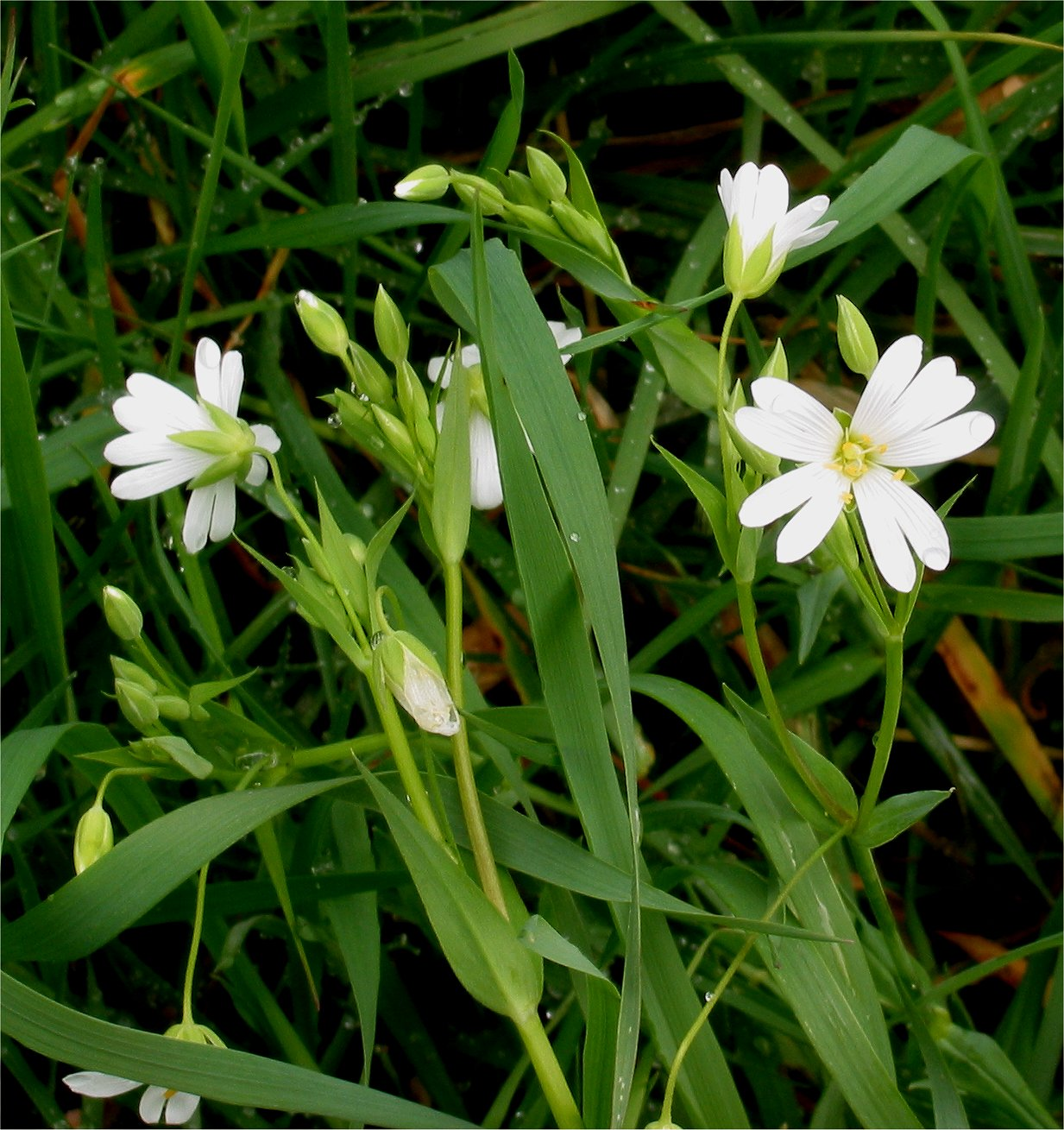
Buskstjärnblomma

Större delen av reservatet består av en ekdominerad och betad naturskog med mycket gamla ekar med stora vida kronor. På de grova stammarna lever exempelvis de sällsynta lavarna grå skärelav och gul dropplav. På marken växer mest ljung, blåbär, kruståtel, myskmadra, blåsippa, buskstjärnblomma, ängsviol och gökärt. Rik tillgång på död ved ger möjlighet åt ett stort antal vedlevande insekter, främst skalbaggar. Tvåfläckig smalpraktbagge är en mycket ovanlig art som observerats i reservatet.
Där jordtäcket är tunt blottas graniten i hällmarker och bildar öppningar i skogen. I övrigt finns en mosaik av små kärr och enbuskage.
Vid havsstranden i väster finns en gammal slåtteräng som senare brukats som betesmark. Hagmarker är uppdelade med stenmurar. I norra delen finns en båtkåsa som var en gammaldags tilläggsplats för båtar. Den består av två låga stenmurar som skulle skydda mot vågor och vind.
Naturreservatet ingår i EU:s ekologiska nätverk, Natura 2000.